# Victoria Villarruel

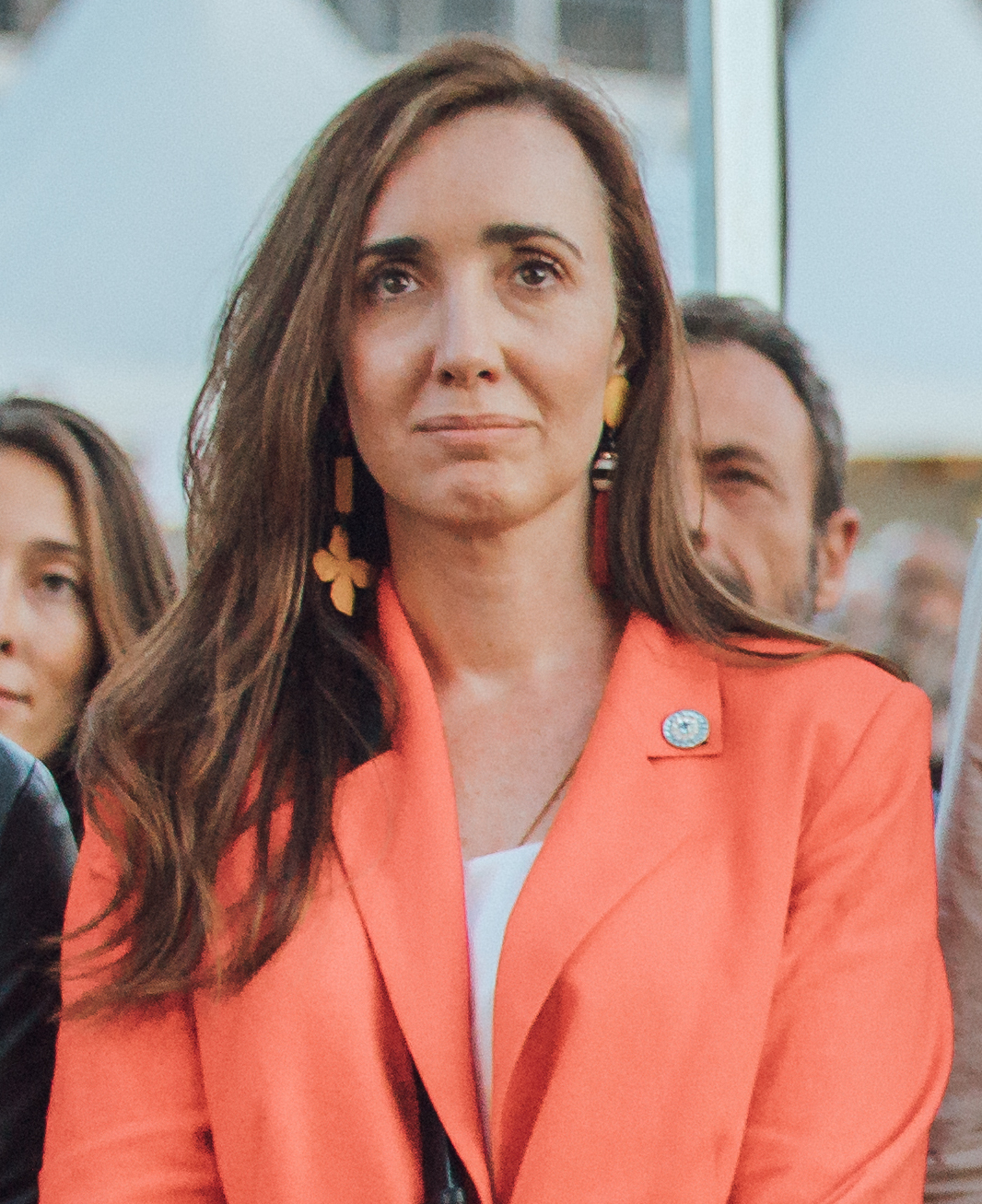
Victoria Villarruel (2022)

Victoria Eugenia Villarruel (* 13. April 1975 in Buenos Aires) ist eine argentinische Juristin und Politikerin (Partido Demócrata, La Libertad Avanza). Sie ist seit dem 10. Dezember 2023 Vizepräsidentin Argentiniens.

## Familie und Herkunft
Victoria Villarruel stammt aus einer Familie mit mehreren hochrangigen Militärangehörigen. Ihr Vater, Eduardo Marcelo Villarruel, war 1975 am von Isabel Perón beauftragten Operativo Independencia beteiligt, der das Ziel hatte, linke Guerillas zu bekämpfen. Während der argentinischen Militärdiktatur kämpfte er im Falklandkrieg und war dort stellvertretender Kompaniechef. 1987 verweigerte er die Verfassungstreue und sympathisierte mit dem erfolglosen Militärputschversuch der Carapintadas (deutsch: Angemalte Gesichter, wegen der Bemalung zur Tarnung). Ihr Großvater mütterlicherseits war der Konteradmiral und Militärhistoriker Laurio Hedelvio Destéfani, der freundschaftliche Kontakte zum Franquismus unterhielt. Villarruel ist Gemeindemitglied der traditionalistisch-katholischen Priesterbruderschaft St. Pius X.

## Ausbildung und Politische Karriere
Villarruel studierte bis 2003 Rechtswissenschaften an der Universidad de Buenos Aires und hat einen Studienabschluss für Stadt- und Hafensicherheit an der Universidad Tecnológica Nacional (UTN). 2008 absolvierte sie ein Studienprogramm über behördenübergreifende Koordination und Terrorismusbekämpfung am William J. Perry Center for Hemispheric Defense Studies, einer Einrichtung der National Defense University mit Sitz in Washington, D.C.
Sie stieg, wie Javier Milei, 2021 in die Politik ein und wurde sofort Abgeordnete im argentinischen Parlament (Cámara de Diputados). Dort vertritt sie für die ultrarechte Koalition La Libertad Avanza die autonome Stadt Buenos Aires.
Villarruel trat bei den Präsidentschaftswahlen 2023 als Vizepräsidentschaftskandidatin von Javier Milei für das Bündnis La Libertad Avanza an und gewann die Wahl.
Victoria Villarruel ist seit dem 10. Dezember 2023 in der argentinischen Regierung für die Bereiche Verteidigung und Sicherheit zuständig. Als Vizepräsidentin Argentiniens wird sie zudem die Nachfolge von Cristina Fernández de Kirchner als Vorsitzende des argentinischen Senats antreten und gemäß der argentinischen Verfassung im Falle von Krankheit, Reise, Tod, Rücktritt oder Amtsenthebung den Präsidenten ersetzen.

## Politische Einordnung
Villarruel vertritt eine geschichtsrevisionistische Position namens „negacionismo“, die bzgl. der argentinischen Militärdiktatur (von 1976 bis 1983) eine Täter-Opfer-Umkehr betreibt, die Verbrechen der Militärs kleinredet und zu legitimieren versucht. Sie war eine prominente Gegnerin der Gerichtsverfahren gegen Angehörige der Militärdiktatur, gegen die während der Regierung Néstor Kirchners ab 2003 wegen Verbrechen gegen die Menschlichkeit geurteilt wurde. Darüber hinaus prangert sie Gewalttaten linker Guerillas (vor allem der Montoneros und ERP) während der 1970er Jahre in Argentinien an und fordert eine Erinnerungskultur (contramemoria) für die Opfer in den Reihen der Militärs. Zu diesem Anlass gründete sie 2006 das Centro de Estudios Legales sobre el Terrorismo y sus Víctimas (CELTYV). Das CELTYV gehört zur Asociación Unidad Argentina, einer vom Geheimdienstchef der Militärdiktatur Fernando Verplaetsen gegründeten nationalistischen Organisation. Über das CELTYV unterhält Villarruel Verbindungen zu nationalistischen Gruppen im In- und Ausland (darunter Vox España) und bis zu dessen Verurteilung 2010 auch zum ehemaligen Geheimdienstchef und Chef der Polizeibehörde von Buenos Aires während der Militärdiktatur, General Fernando Verplaetsen. Sie lehnt Kritik an der Militärdiktatur ab und hält den Vorwurf des Staatsterrorismus für unangemessen, das sei eine politische Kategorie. Sie leugnet auch, dass die Zahl der verschwundenen Opfer der argentinischen Militärdiktatur die Zahl von 30.000 erreiche, und kritisiert die Menschenrechtsorganisationen Madres und Abuelas de Plaza de Mayo. Die Gedenkstätte für die Opfer der Militärdiktatur auf dem Gelände des ehemaligen Folterzentrums der Escuela de Mecánica de la Armada (ESMA) hält Villarruel für einen Ort der Ent-Erinnerung (Desmemoria) und möchte diesen umgestalten, indem an derselben Stelle auch der Opfer des linken Terrorismus gedacht werden soll.

## Schriften
- mit Carlos A. Manfroni: Los otros muertos, las víctimas civiles del terrorismo guerrillero de los 70. Sudamericana, Buenos Aires 2014, ISBN 978-950-07-4711-0.
- Los llaman... „jóvenes idealistas“. La guerra revolucionaria en la Argentina. Historias de crímenes silenciados y de víctimas sin reparación. Centro de Estudios Legales sobre el Terrorismo y sus Víctimas (CELTYV), Buenos Aires 2009, ISBN 978-987-25458-0-2.